# Greene megye (New York)
Greene megye az Amerikai Egyesült Államokban, azon belül New York államban található. Megyeszékhelye Catskill. Lakosainak száma 47 931 fő (2020. április 1.). Greene megye Albany, Ulster, Columbia, Schoharie, Rensselaer és Delaware megyékkel határos.

## Népesség
A megye népességének változása:
| Lakosok száma | 49 124 | 49 003 | 48 685 | 48 455 | 47 625 | 47 931 |
|               | 2010   | 2011   | 2012   | 2013   | 2015   | 2020   |